# Frederick Johnson (cầu thủ bóng đá)
Frederick Johnson là một cầu thủ bóng đá người Anh thi đấu ở vị trí tiền vệ cánh phải thi đấu ở Football League cho Gainsborough Trinity.

## Thống kê sự nghiệp
| Câu lạc bộ          | Mùa giải            | Giải quốc nội                   | Giải quốc nội | Giải quốc nội | Cúp FA  | Cúp FA    | Khác    | Khác      | Tổng    | Tổng      |
| Câu lạc bộ          | Mùa giải            | Hạng đấu                        | Số trận       | Bàn thắng     | Số trận | Bàn thắng | Số trận | Bàn thắng | Số trận | Bàn thắng |
| ------------------- | ------------------- | ------------------------------- | ------------- | ------------- | ------- | --------- | ------- | --------- | ------- | --------- |
| Brentford           | 1898-99             | Southern League Second Division | 11            | 7             | —       | —         | 4       | 3         | 15      | 10        |
| Tổng cộng sự nghiệp | Tổng cộng sự nghiệp | Tổng cộng sự nghiệp             | 11            | 7             | 0       | 0         | 4       | 3         | 15      | 10        |

1. ↑  2 appearances and 2 goals in West Middlesex Cup, 2 appearances and 1 goal in Middlesex Senior Cup